# Рокументи
Рокументи (оригинално Rockumenti) је документарна емисија која се бавила историјом рок музике на просторима бивше Југославије. Сам наслов је игра речи рок и документи. Режију потписује Милорад Милинковић. Емисија се емитовала током 1995. године на РТС Б1.

## О емисији
Циклус је заправо видео историја домаће рок сцене кроз исказе и сведочења непосредних учесника. Од Зорана Мишчевића, Душана Прелевића и Корнелија Ковача, преко Радомира Михаиловића Точка, Боре Ђорђевића, Ђорђа Балашевића, Влатка Стефановског и Емира Кустурице, Нелета Карајлића до њихових наследника. Садржи 24 једносатне емисије које су емитоване недељом увече у 23 часа на Првом програму РТБ у периоду јануар-јул 1995. године.

## Учесници
- YU група[2]
- Рамбо Амадеус[3]
- Станко Црнобрња[4]
- Предраг Вранешевић[5]
- Емир Кустурица[6]
- Душко Трифуновић[7]
- Корнелије Ковач[8]
- Ђорђе Балашевић
- Влатко Стефановски
- Неле Карајлић
- Душан Прелевић[9]
- Срђан Гојковић[10]